# Kakaobutteräquivalente
Als Kakaobutteräquivalente (englisch Cocoa butter equivalents, CBE) werden Stoffe bezeichnet, die ähnliche chemische und physikalische Eigenschaften wie Kakaobutter aufweisen. Daher können Kakaobutter und CBEs in beliebigem Verhältnis gemischt werden. Hauptsächlich werden Palmöl, Sheabutter und Illipebutter, seltener Salbutter, Kokumbutter oder Mangokernöl als CBEs verwendet. Der Einsatz von CBEs ist ursprünglich für Schokolade gedacht.
Kakaobutteräquivalente können in Schokolade neben Kakaobutter eingesetzt werden, um zum Beispiel das Schmelzverhalten zu verändern und die Fettreifbildung zu unterbinden. Zudem sind einige CBEs, wie beispielsweise Palmöl, preisgünstiger als reine Kakaobutter. Ein weiterer Anwendungsbereich ist der Ausgleich von natürlichen Schwankungen der chemischen Zusammensetzung der Kakaobutter, die je nach Anbauregion unterschiedliche Nährwertzusammensetzung und Kristallisationsverhalten zeigt. Die Zugabe industriell hergestellter Kakaobutteräquivalente kann diese Schwankungen in gewissen Grenzen nivellieren. So werden die Schokoladenhersteller in Bezug auf die Auswahl der Kakaobutter flexibler. In der Europäischen Union und der Schweiz ist die Verwendung von Kakaobutteräquivalenten in Schokoladenprodukten kennzeichnungspflichtig. Ein weiteres Einsatzgebiet finden die als CBEs bezeichneten Stoffe in der Kosmetikbranche. Neben dem Kürzel CBE existieren noch weitere Abkürzungen für kakaobutterähnliche Stoffe, wie CBI („I“ für improvers), CBR („R“ für replacers), CBS („S“ für substitutes) und CBA („A“ für alternative).

## Rechtliche Einordnung
Für die Europäische Union sind die pflanzlichen Fette, die in Kakao- und Schokoladeerzeugnissen der Kakaobutter zugefügt werden dürfen, in Anhang II der Richtlinie 2000/36/EG des Europäischen Parlaments und des Rates über Kakao- und Schokoladeerzeugnisse für die menschliche Ernährung vom 23. Juni 2000 festgelegt. Gleichlautend ist Anhang 6 der Verordnung des Eidgenössischen Departements des Inneren über Zuckerarten, süsse Lebensmittel und Kakaoerzeugnisse. Die Europäische Regelung ist entstanden aus den bis dahin bestehenden unterschiedlichen nationalen Regelungen durch Übernahme der weniger restriktiven Praxis bei gleichzeitigem Zwang zur auffälligen Kennzeichnung des Zusatzes. Historisch war bis zur ersten Erweiterung durch den Beitritt des Vereinigten Königreiches, Irlands und Dänemarks 1973 in der EWG für Kakao- und Schokoladeerzeugnisse nur Kakaobutter zugelassen. Die Beitrittsländer, in denen die Zugabe anderer Pflanzenfette zugelassen war, erreichten jedoch, dass von nun an der Verkauf von Erzeugnissen mit Zugabe anderer pflanzlicher Fette zur Kakaobutter durch nationale Gesetzgebung geregelt werden konnte. Ein erster Versuch, eine EU-einheitliche Regelung herbeizuführen, scheiterte 1984. Von den nach 1973 bis zum Inkrafttreten der Richtlinie im Jahr 2000 beigetretenen Staaten (EU-15) untersagten auch Griechenland und Spanien den Zusatz anderer Fette als Kakaobutter.
In Deutschland ist die EU-Richtlinie durch die Verordnung über Kakao- und Schokoladenerzeugnisse (Kakaoverordnung) vom 15. Dezember 2003 umgesetzt. Die zugelassenen Fette sind:
| Übliche Bezeichnung der pflanzlichen Fette | Wissenschaftliche Bezeichnung der Pflanzen, aus denen die nebenstehenden Fette gewonnen werden können |
| ------------------------------------------ | --- |
| Illipebutter (Borneotalg oder Tengkawang)  | Shorea spp.                                                                                           |
| Palmöl                                     | Elaeis guineensis                                                                                     |
| Salbutter                                  | Shorea robusta                                                                                        |
| Sheabutter                                 | Vitellaria paradoxa                                                                                   |
| Kokumbutter                                | Garcinia indica                                                                                       |
| Mangokernöl                                | Mangifera indica                                                                                      |

Zusätzlich ist der Einsatz von Kokosöl nur in Schokolade für Eiscreme und ähnliche gefrorene Erzeugnisse erlaubt. Die zugesetzte Menge an Kakaobutterersatzstoffen darf im Endprodukt höchstens 5 % betragen. Zugesetzte CBEs müssen deutlich auf der Verpackung kenntlich gemacht werden.

## Kakaobutteräquivalente
Kakaobutter hat einen hohen Anteil an Palmitin- und Stearinsäure. Beide sind gesättigte Fettsäuren. Kakaobutter hat einen Schmelzpunkt zwischen 30 und 40 °C, ist relativ hart und kristallisiert ausgeprägt polymorph. Da die Kakaobutteräquivalente eine ähnliche Fettsäurezusammensetzung haben, besitzen sie ebenfalls die genannten Eigenschaften und werden deshalb als Ersatzstoffe für Kakaobutter verwendet.

### Sheabutter

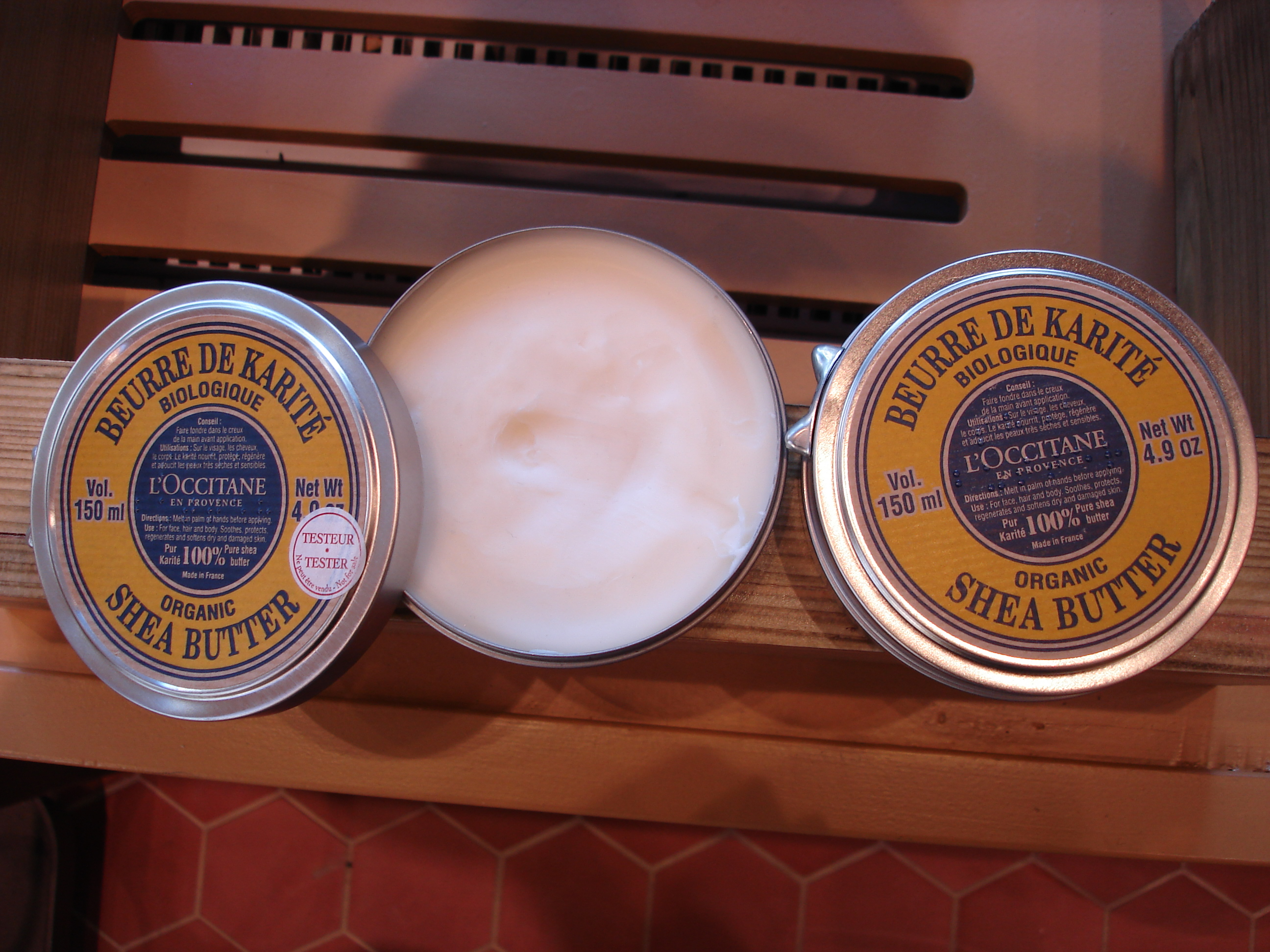
Helle, raffinierte Sheabutter

Der Sheanussbaum (Karitébaum) Vitellaria paradoxa liefert die Beeren, aus deren Samen die Sheabutter gewonnen wird. Die zerkleinerte Saat wird mit Wasserdampf behandelt. Hierbei reißen noch intakte Zellen auf. Durch Denaturierung eines Teils der Proteine werden Enzyme inaktiviert. Die Temperatur wird so gewählt, dass keine unerwünschten Farb- und Aromastoffe entstehen. Ob das Öl nun durch Pressung oder Extraktion gewonnen wird, hängt vom Fettgehalt der Saat ab. Das gewonnene Rohfett wird mittels Filtration von Pflanzenresten, Schleimstoffen und Proteinen gereinigt.

### Palmöl
Das Palmöl (Palmfett) wird aus dem Fruchtfleisch der Früchte der Ölpalme Elaeis guineensis gewonnen. Die Ölpalme wird überwiegend in West-Malaysia, Nigeria und Indonesien kultiviert. Die Früchte werden zur Inaktivierung der hohen Lipaseaktivität und um Fruchtfleisch und Kern zu trennen, mit heißem Dampf behandelt. Nach Zerkleinerung und Pressen des Fruchtfleisches wird das erhaltene Öl durch Zentrifugation geklärt, mit heißem Wasser gewaschen und getrocknet. Das durch einen hohen Carotingehalt gelb bis rot gefärbte Rohprodukt wird raffiniert, wobei es entfärbt und von freien Fettsäuren befreit wird.

### Illipébutter
Illipébutter bezeichnet zwei Arten.

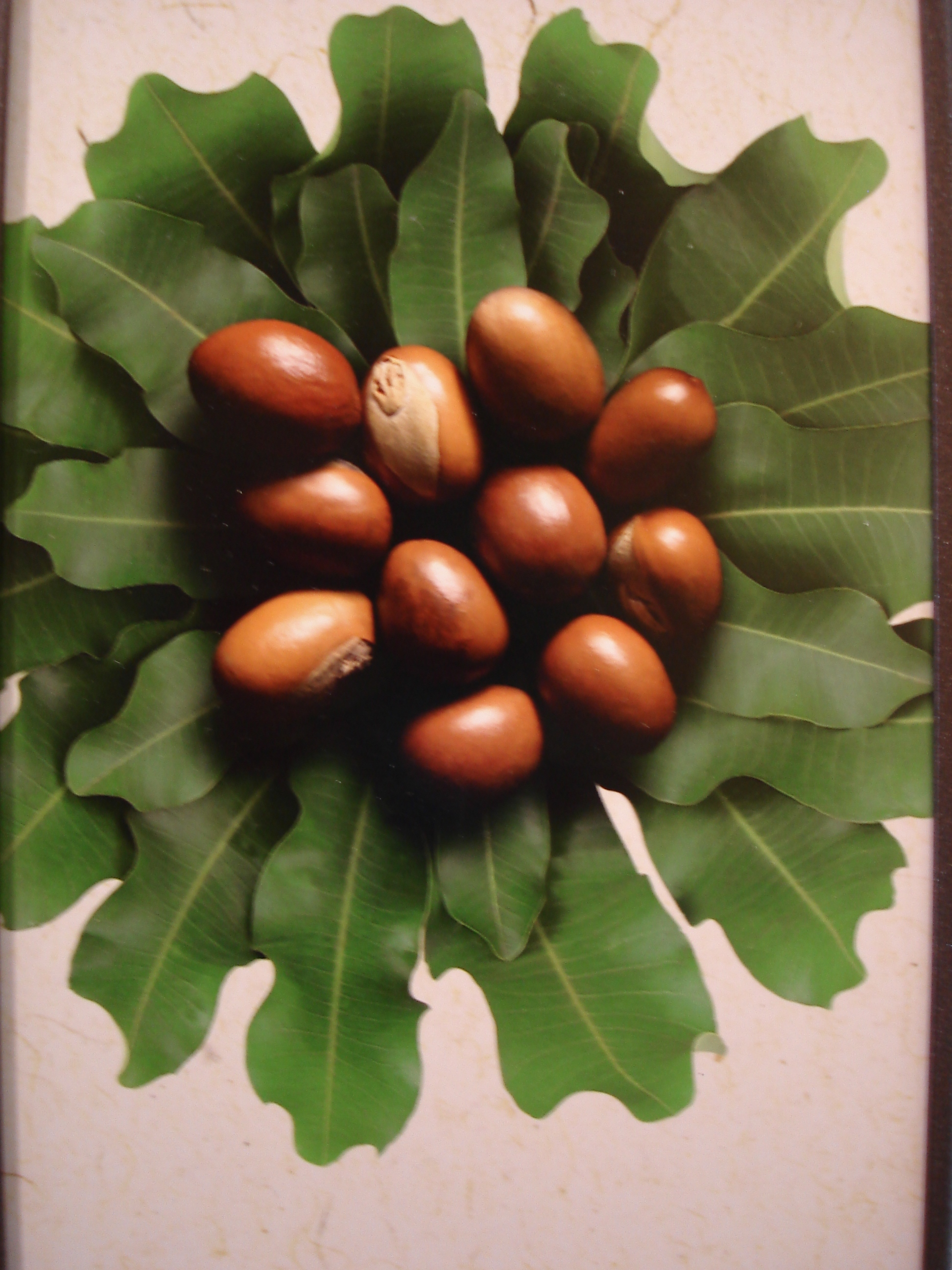
Kariténüsse

Ersteres wird aus dem Samen von Shorea macrophylla und Shorea stenoptera gewonnen und ist auch als Borneotalg, Tengkawang oder Engkabang bekannt. Der Baum wächst hauptsächlich in Ost Malaysia und Kalimantan und die Butter wird dort als Haushaltsfett verwendet. Illipé stammt aus dem Tamilischen und bedeutet Nuss. Da es sich bei der Illipebutter um ein Samenfett handelt, erfolgt die Fettgewinnung analog der Sheabutter.
Zweiteres wird aus dem Samen von Madhuca longifolia (Syn.: Madhuca latifolia, Illipe latifolia, Bassia latifolia) gewonnen und auch als Indische Illipébutter oder Mowrahbutter bezeichnet. Es kann ähnlich wie jenes aus Shorea macrophylla genutzt werden und wird im Ursprungsland Indien auch als Speisefett verwendet.

### Salfett
Das Salfett wird aus den Samen des Salbaumes (Shorea robusta) gewonnen.

### Kokumbutter
Aus dem Samenkern des Kokumbaumes (Garcinia indica) wird die Kokumbutter gewonnen. Die Kokumbutter ist talgartig, weiß bis blassgelb und etwas brüchig. Anfang des 20. Jahrhunderts diente sie zur Seifenherstellung.

### Mangokernfett
Das Mangokernöl wird aus den Samen der Mangofrucht (Mangifera indica) gewonnen.

## Analytik
Aufgaben der Fettanalytik sind Identifizierung sowie Quantifizierung der Fettart, der Nachweis von Zusätzen und Bestimmung weiterer Parameter wie Lipolysegrad, Autooxidation und Grad der thermischen Belastung.

### Bestimmung der Triacylglycerid-Zusammensetzung mittels Gaschromatographie
Kakaobutter ist reich an symmetrisch einfach ungesättigten Triacylglyceriden des SUS-Typs, wobei S für saturated (gesättigt) und U für unsaturated (ungesättigt) steht. Die drei wichtigsten Triacylglyceride der Kakaobutter sind POP, POS und SOS (P: Palmitinsäure, O: Ölsäure, S: Stearinsäure). Bei der Verwendung der CBEs ist eine nahezu gleiche Triacylglycerid-Zusammensetzung entscheidend.
Triacylglycerid-Zusammensetzung [%] der Reinöle:
|        | Kakaobutter | Palmöl | Sheabutter | Illipébutter | Salbutter | Kokumbutter | Mangokernöl |
| ------ | ----------- | ------ | ---------- | ------------ | --------- | ----------- | ----------- |
| POP    | 16          | 26     | <1         | 7            | ---       | In Spuren   | 6           |
| POS    | 37          | 3      | 6          | 34           | 10        | 6           | 13          |
| SOS    | 26          | ---    | 30         | 45           | 35        | 72          | 19          |
| Gesamt | 79          | 29     | 37         | 86           | 53        | 78          | 39          |

Kakaobutter enthält zu 80 % Triacylglyceride des SUS-Typs. Anhand der Tabelle ist zu erkennen, dass nur die Reinöle der Illipé- und Kokumbutter diesen Gehalt beinhalten.

Um Palmöl, Sheabutter, Salbutter und Mangokernöl als CBEs einsetzen zu können, wird durch Fraktionierung der Reinöle der geeignete Gesamt-SUS-Gehalt von 80 % erreicht.
Triacylglycerid-Zusammensetzung [%] nach der Fraktionierung:
|        | Kakaobutter | Palmöl | S heabutter | Illipébutter | Salbutter | Kokumbutter | Mangokernöl |
| ------ | ----------- | ------ | ----------- | ------------ | --------- | ----------- | ----------- |
| POP    | 16          | 66     | 1           | 7            | In Spuren | In Spuren   | 1           |
| POS    | 37          | 12     | 7           | 34           | 10        | 6           | 16          |
| SOS    | 26          | 3      | 74          | 45           | 60        | 72          | 59          |
| Gesamt | 79          | 81     | 82          | 86           | 82        | 78          | 76          |

Die Triacylglyceride werden isoliert und gaschromatographisch identifiziert und quantifiziert.

### Fettsäureverteilung mittels Bortrifluorid-Methode
Die Triacylglyceride werden mittels methanolischer Natronlauge verseift. Die erhaltenen freien Fettsäuren werden mit Hilfe von Bortrifluoridreagenz verestert. Die Probe wird in n-Hexan verdünnt und anschließend zur gaschromatographischen Bestimmung eingesetzt. Die Qualifizierung der einzelnen Fettsäuren erfolgt über die Retentionszeiten, die Quantifizierung über die Peakflächen.
Diese Methode ist nach DGF C-VI 11d standardisiert.
|                                       | Kakaobutter | Palmöl | Sheabutter | Illipébutter |
| ------------------------------------- | ----------- | ------ | ---------- | ------------ |
| Mittlere Fettsäureverteilung (Gew.-%) |             |        |            |              |
| 16:0                                  | 25          | 44     | 7          | 28           |
| 18:0                                  | 37          | 5      | 38         | 14           |
| 18:1 (9)                              | 34          | 39     | 50         | 49           |
| 18:2 (9, 12)                          | 3           | 10     | 5          | 9            |
| Schmelzbereiche [°C]                  | 28–36       | 23–30  | 23–42      | 24,5–28,5    |

Die Schmelzbereiche berücksichtigen die ausgeprägte Polymorphie; die obere Temperatur ist der Schmelzpunkt der stabilen Modifikation.

### Weitere Analysemethoden
- Jodzahl[1]
- Säurezahl[1]
- Verseifungszahl[1]
- Schmelzverhalten/DSC[2]
- Verhältnis Stigmasterin/Campesterin (siehe Phytosterine)[1]
- Tocopherolgehalt[1]
- Clusteranalyse[16]
- Isotopenanalyse[17]
- Fettsäureverteilung mittels Umkehrphasen HPLC–ELSD[18]